# Witstreepblauwtje
Het witstreepblauwtje (Polyommatus damon) is een vlinder uit de familie Lycaenidae (kleine pages, vuurvlinders en blauwtjes). 

## Kenmerken
De vleugellengte bedraagt 20-34mm. Het is een zeer kleine vlinder in vergelijking met andere soorten blauwtjs. Het geslacht is te zien aan de kleur van de ondervleugels. De vrouwtjes hebben een oker-bruine kleur. De mannetjes hebben een blauw-grijze kleur.

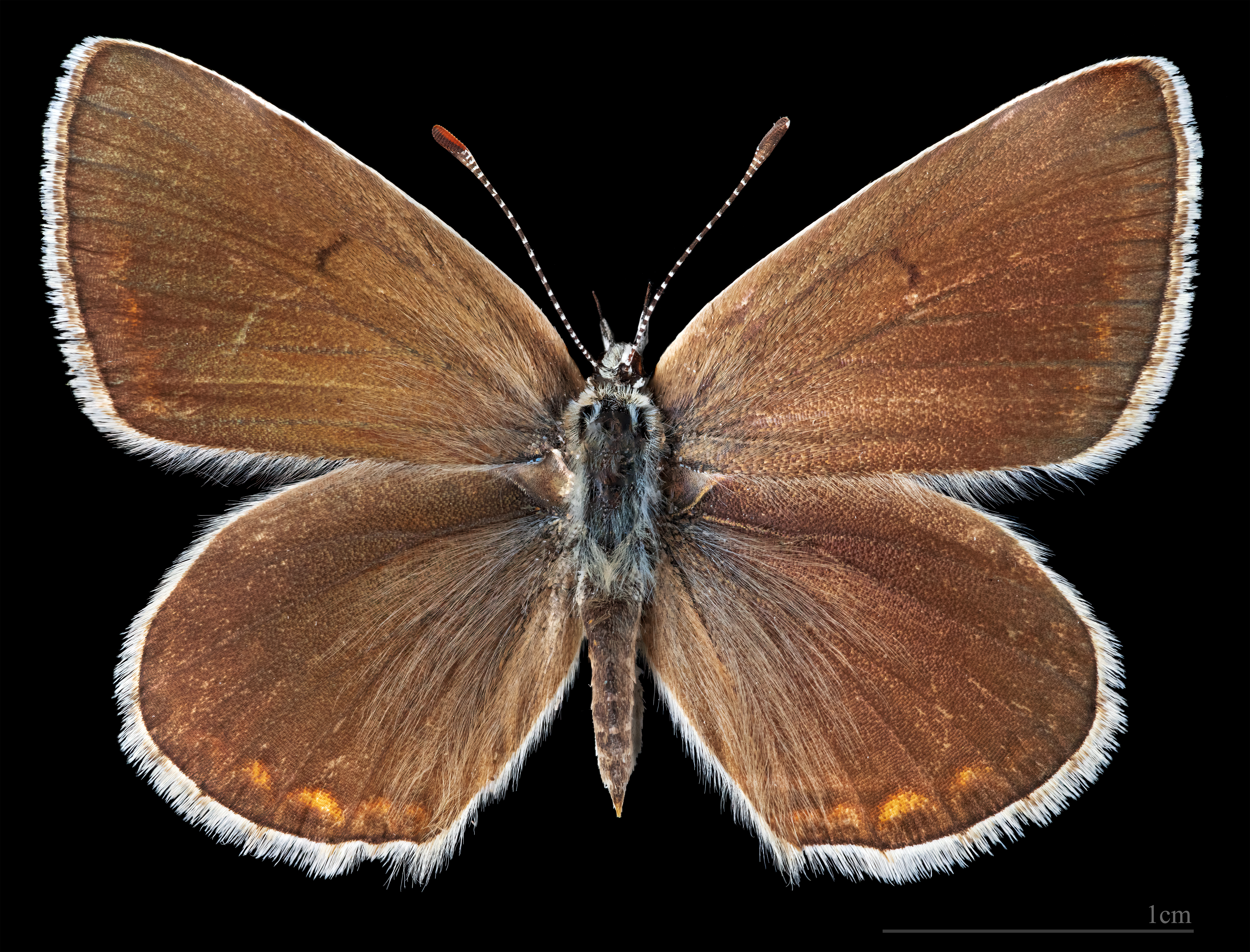
Polyommatus d. damone  ♀
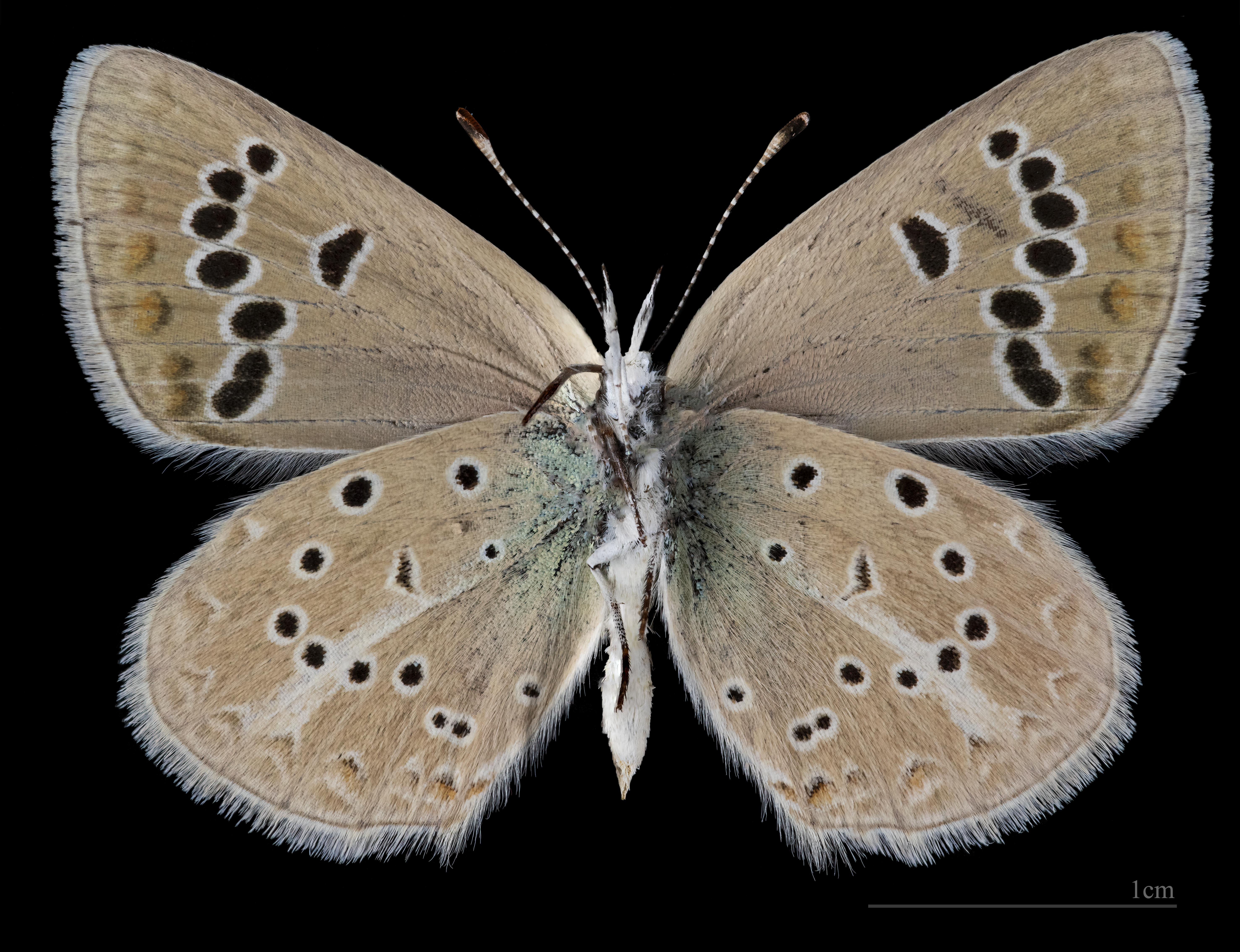
Polyommatus d. damone  ♀ △

Op de vleugels zijn zwarte stippen met een lichte rand er rond te zien. Op de ondervleugel loopt er een witte streep vanaf het middenlijf tot bijna tegen de rand, de streep gaat doorheen de 3de stip van onder geteld.
Er is een lichte schijn te zien op de vleugels dicht bij het middenlijf, dat oveigens sterk behaard is samen met de uiteindes van de vleugels. De bovenkant van de vleugels heeft oftewel een bruine kleur of een blauwe schijnende kleur. Bij de mannetjes is dit blauw, bij de vrouwtjes bruin.

## Verspreiding en leefgebied
De waardplant van de vlinder, die als leefgebied droog grasland en kalkbodems heeft, zijn Onobrychis-soorten. Het witstreepblauwtje komt voor in Centraal-Europa en gematigde delen van Azië. De enige generatie per jaar vliegt van juni tot en met augustus. De vlieghoogte loopt van 990 tot 2100 meter.

## Leefwijze
De eitjes worden gelegd op waardplanten van het geslacht Onobrychis en Medicago falcata. Net zoals het gentiaanblauwtje zullen hier de rupsen worden grootgebracht door mieren (Lasius niger, Lasius alienus, Formica pratensis). 
De soort vliegt van juni tot september. De gevonden vlinders ligt het hoogte in juli. De soort is vrij wisselvallig, Het ene jaar kunnen er veel van zijn terwijl het volgende jaar de soort bijna niet te vinden is. 

## Habitat
Dit type habitat is een soort Europese savanne. Vee houdt hier de vegetatie kort zodat de vlinders en de mieren in symbiose kunnen samenleven. Ondertussen verschralen ze ook de graslanden waardoor er een grotere diversiteit aan kruidachtigen zal voorkomen en er geen successie zal optreden. 

## Ondersoorten
- Polyommatus damon damon
- Polyommatus damon kotshubeji (Sovinsky, 1915)
- Polyommatus damon merzbacheri (Courvoisier, 1913)
- Polyommatus damon mongolensis (Koçak, 1980)
  - = Lycaena damone mongolica Kurenzov, 1970 (bezet door Lycaena argus mongolica Rühl, 1893)
  - = Agrodiaetus damon mongolica Forster, 1971
- Polyommatus damon noguerae (De Sagarra, 1924)
- Polyommatus damon zhicharevi (Sovinsky, 1915)

## Externe link

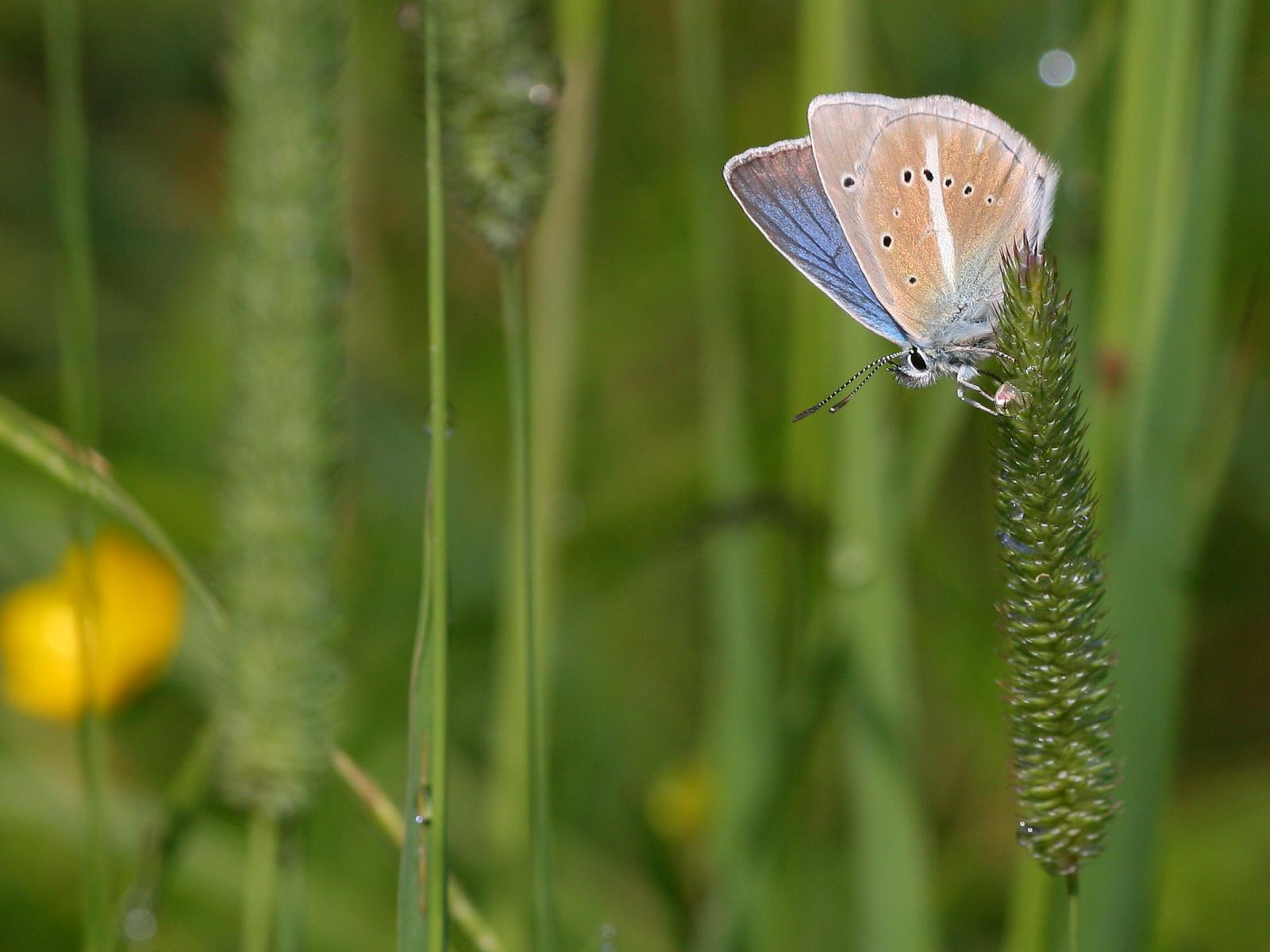